# Estação Cubatão
A Estação Cubatão, também conhecida como Estação das Artes de Cubatão, é uma estação ferroviária localizada no município de Cubatão e que foi construída originalmente pela São Paulo Railway Company, pertencendo à Estrada de Ferro Santos-Jundiaí.
Atualmente a estação é sede da secretária da cultura e turismo de Cubatão, conhecida como Estação das Artes.

## Diagrama da estação
| 1 |

|  | ↑ a ↑ |

|  | ↕ b ↕ |

|  | ↕ c ↕ |

|  | ↓ d ↓ |

| 2 |

| 1 |

|  | ↑ a ↑ |

|  | ↕ b ↕ |

|  | ↕ c ↕ |

|  | ↓ d ↓ |

| 2 |

| 1 |

|  | ↑ a ↑ |

|  | ↕ b ↕ |

|  | ↕ c ↕ |

|  | ↓ d ↓ |

| 2 |

| 1 |

|  | ↑ a ↑ |

|  | ↕ b ↕ |

|  | ↕ c ↕ |

|  | ↓ d ↓ |

| 2 |